# Всплывающее окно
Всплывающее окно или поп-ап (англ. pop-up) — окно, открываемое на экране компьютера в результате выполнения какой-либо операции.

## Назначение
Всплывающие окна используются для реализации пользовательского интерфейса в веб-приложениях.
Для их создания традиционно используется технология JavaScript, хотя возможны и другие способы реализации.

## Применение
Всплывающие окна имеют широкий диапазон применений — от полезного для потребителя программного обеспечения до злоумышленного.
Наиболее широкое применение всплывающие окна приобрели для размещения рекламных сообщений в сети Интернет. Содержащие рекламу всплывающие окна открываются на переднем (англ. pop-up) или на заднем плане (англ. pop-under). Последнее является более изощрённым приёмом распространения нежелательных для пользователя рекламных сообщений, поскольку не привлекает внимание пользователя до тех пор, пока активное окно не будет закрыто, и затрудняет возможность определения источника появления всплывающего окна.
Всплывающие окна могут отображать не только браузеры, но и другие программы. Некоторые из них все же запускают для этого тот или иной браузер. Так поступают многие шпионские программы, а также программы, поддерживаемые за счёт рекламы, хотя граница между первыми и вторыми не всегда очевидна.
Ещё один вид всплывающих окон может пересылаться с помощью службы отправки сообщений (Messenger Service) в операционных системах Microsoft Windows. Несмотря на похожее имя, её не следует путать с клиентами служб мгновенных сообщений Windows Messenger или Windows Live Messenger. Подобные всплывающие окна появляются в виде диалогового окна с текстовым сообщением или картинкой, обычно содержащим ссылку на веб-сайт. Служба отправки сообщений была отключена во втором пакете обновлений (Service Pack 2) для Windows XP.

## Управление всплывающими окнами

### Борьба с нежелательными всплывающими окнами
Массовое применение всплывающих окон для размещения рекламы в сети Интернет привело к появлению в веб-браузерах функции блокирования всплывающих окон. Практически каждый современный браузер включает такую функцию, а также даёт возможность пользователю создавать реестр сайтов, для которых показ всплывающих окон разрешён или запрещён.

### Блокирование
Opera стал первым популярным браузером с функцией блокирования всплывающих окон. Впоследствии Mozilla усовершенствовала первоначальный подход, блокируя лишь те всплывающие окна, которые открывались при загрузке страницы. К началу 2000-х годов все основные браузеры, кроме Internet Explorer, позволяли пользователю практически полностью блокировать нежелательные всплывающие окна. В Internet Explorer функция блокирования всплывающих окон появилась в 2004 году.
Помимо блокирования всплывающих окон также используется метод фильтрации рекламы и другие способы борьбы с назойливой рекламой.

#### Обход блокирования
Рекламодатели постоянно ищут способы обхода технических ограничений в пользовательских настройках браузеров. Например, для реализации всплывающих окон использовалась технология Adobe Flash, которая позволяла перехитрить функцию блокирования, базирующуюся на традиционной технологии JavaScript.
Также используется обход блокирования, когда блокировщик настроен только на блокировку не запрашиваемых пользователем окон. Именно так настроены по умолчанию блокировщики популярных веб-браузеров. В этом случае при каком-либо действии на сайте (например, при нажатии кнопки) может быть одновременно и полезный эффект, и появление всплывающего окна. В браузере Firefox блокировка таких окон возможна с помощью расширений Adblock Plus и Adblock Plus Pop-up Addon, установленных вместе.
Некоторые веб-сайты применяют комбинацию баннерной рекламы и всплывающего окна (англ. Hover ad), которая использует DHTML, чтобы попасть на передний план. При помощи JavaScript реклама может быть внедрена в неотображаемую часть веб-страницы, а затем показана там, где того пожелает её автор. Например, рекламой может быть в виде Flash-анимации. Или же может быть частью веб-страницы. В этом случае для блокирования необходимы другие методы. Например, используются модифицированные таблицы стилей или сторонние блокировщики рекламы. DHTML-реклама может значительно нагружать процессор, особенно на старых компьютерах.

### Полезные всплывающие окна
В ряде случаев всплывающие окна являются желательными и даже обязательными для обеспечения функциональности веб-приложений. Настройка браузера на запрет показа всплывающих окон в таких приложениях может привести к невозможности их использования потребителями.
Так, многие современные веб-приложения используют всплывающие окна для отображения справочной информации, диалоговых окон и других элементов пользовательского интерфейса. К примеру, во всплывающих окнах могут отображаться инструкции по заполнению экранных форм, отчёты, сообщения о завершении операции или запросы на выполнение операции. Некоторые приложения используют всплывающие окна для установки программного обеспечения на персональный компьютер напрямую с веб-сайтов.